# Herbert R. O’Conor
Herbert R. O'Conor (Baltimore, 1896. november 17. – Baltimore, 1960. március 4.) az Amerikai Egyesült Államok szenátora (Maryland, 1947–1953).